# Matha
Matha – miejscowość i gmina we Francji, w regionie Nowa Akwitania, w departamencie Charente-Maritime.
Według danych na rok 1990 gminę zamieszkiwały 2183 osoby, a gęstość zaludnienia wynosiła 114 osób/km² (wśród 1467 gmin regionu Poitou-Charentes Matha plasuje się na 127. miejscu pod względem liczby ludności, natomiast pod względem powierzchni na miejscu 426.).